# Hannah Montana (revistă)
Hannah Montana este o revistă lunară pentru copii și adolescenți din România.
A fost lansată la data de 22 iunie 2009, de editura Egmont Romania.
Revista conține dezvaluiri din culisele filmului Hannah Montana, totul despre personajele din film, cum să-ți faci o garderobă ca a Hannei, fashion tips, postere, detalii din jurnalul lui Miley, interviuri cu Miley Cyrus pentru cititorii revistei, teste și jocuri.